# 大兴事件
大兴事件，也称“大兴屠杀”、“八三一事件”，是北京文革屠杀的一部分，是指在文化大革命爆发初期，1966年8月27日至31日发生在北京市大兴县（今大兴区）针对“五类分子”（俗称“黑五类”）的大规模屠杀事件。从8月27日至9月1日，县内13个公社，48个大队，先后杀害了地富及其亲属共325人，最大的80岁，最小的才38天，有22户人家被杀绝。

## 背景
1966年5月16日，《中国共产党中央委员会通知》（《五一六通知》）发出，无产阶级文化大革命爆发。8月8日，中共八届十一中全会通过了《中国共产党中央委员会关于无产阶级文化大革命的决定》（《十六条》）。同年8月，以高干子弟为骨干的北京市部分中学红卫兵在北京市进行大规模抄家、殴打、屠杀活动，1966年8月下旬在北京市各城区造成上千人死亡，酿成了所谓“红八月”。
1966年8月，红卫兵打死人的事件曾被汇报到毛泽东处，毛泽东反对发出制止打人的《紧急呼吁书》，并在8月23日的中央工作会议上作了讲话指示：“北京太文明了！”、“我看北京乱得不厉害……流氓也是少数，现在不要干涉”。1966年8月下旬，公安部长谢富治在北京市公安局讲话中说到：“群众打死人，我不赞成，但群众对坏人恨之入骨，我们劝阻不住，就不要勉强。”、“民警要站在红卫兵一边，跟他们取得联系，和他们建立感情，供给他们情况，把五类分子的情况介绍给他们。”
经过自上而下、有自主的周密部署，红卫兵此后掀起了殴打屠杀黑五类的高潮。在这一背景下，北京市昌平县也提出了“斩草除根”、“留女不留男”的口号，连只有几个月大的男婴也被打死，各人民公社间展开了杀人比赛。北京市大兴县的屠杀事件，正是在上述背景下发生的。

## 过程
1966年8月26日，大兴县公安系统传达了中华人民共和国公安部部长谢富治的讲话。派出所的民警开始行动，并向红卫兵提供了管辖区域内的“四类分子”情况，并介绍其“不法行为”激励红卫兵的仇恨。此后，自8月27日至9月1日，大兴县的13个人民公社共48个生产大队，先后杀害了325人，其中最大的80岁，最小的仅38天，有22户家庭被杀绝。

### 大辛庄公社屠杀
在大兴县此次屠杀中，屠杀规模最大的公社是大辛庄公社。大辛庄公社屠杀发生在1966年8月31日夜，故又称“八·三一事件”。指挥该公社屠杀的是高福兴（公社主任）、胡德福（公社团委书记）。该公社共有100多人遇害。直到9月1日上午，中共大兴县委派人制止，屠杀方才结束。
1966年8月31日晚，大辛庄公社召集下属各生产大队的干部开“动员会”，组织开会的是以大辛庄公社主任高福兴、大辛庄公社团委书记胡德福为首的“九人小组”。“九人小组”成员还包括大辛庄公社副书记李自永、李冠清。当时，大辛庄公社书记贺云喜（音）由于出身“地富”，已被“九人小组”关押，后来也险些在屠杀中被杀。此次会议传达了高福兴、胡德福从北京市天堂河劳动教养管理所（另名天堂河农场；即劳改农场），带回来的最新“精神”，命令各大队必须于当天（8月31日）夜间将“地富”分子及其亲属全部杀害。高福兴、胡德福向干部们讲，北臧公社马村大队（该大队距离大辛庄公社五、六十里，从8月24日起就开始屠杀）的“阶级敌人”举行暴动，杀害贫下中农，所以“我们”也要杀光“他们”。干部们当时对马村大队的情况也都不清楚，所以只能听高福兴、胡德福的介绍。“动员会”结束后已是深夜，会上决定各大队当天夜间必须开始行动，拒绝执行命令或者将消息透露给“阶级敌人”者，按“反革命”论处。动员会上没有人提出任何反对意见。当夜，高福兴、胡德福坐镇大辛庄公社大院，并派出干部赴各大队查看命令执行情况。
大辛庄公社共管辖19个生产大队。其中仅有靠近大辛庄公社的6个生产大队采取了屠杀行动，这些生产大队分别为：黎明大队、中心大队、昕生大队（昕升）、红升大队（宏升）、杨各庄大队、东黄垡大队。其他多数大队未在8月31日晚上采取屠杀行动，而9月1日上午大辛庄公社屠杀已被制止，故没有发生屠杀。也有的大队如西白疃大队反对屠杀。
在执行了屠杀命令的6个大队中，黎明大队死亡人数最多。其中几个大队把全部“黑五类”都杀害了。黎明大队、红升大队、昕生大队、中心大队这4个大队的死亡人数为106人，黎明大队杀害六十多人，人数最多；中心大队、昕生大队各杀害二十多人；红升大队由于行动迟缓，仅杀害两个人，其余未来得及屠杀。死者中最老的80多岁，最小的是在襁褓中的婴儿。
9月1日上午，大兴县副县长刘英武（军代表）、付华忠赶到大辛庄公社召开大队以上干部会议，传达了中共大兴县委有关制止屠杀的指示，黎明大队、红升大队、昕生大队、中心大队这4个大队的屠杀行动方才终止。但是由于高福兴、胡德福未向各大队传达中共大兴县委的指示，致使公社附近的杨各庄大队、东黄垡大队直到9月1日还在进行屠杀，这两个大队前后共杀害二十多人。

#### 屠杀方式
屠杀行动经过精心策划，各大队的方法类似。先将要杀的人集中关押，再逐一叫出门去，出去一个杀一个，被关押的人则不知情，直到所有人被杀害为止。有的大队的屠杀行动保密很好，负责杀人的都是积极分子，第二天（9月1日）早晨社员出工，许多社员发现出工的人突然大量减少，方知昨天夜间发生屠杀事件。
杀人方式有的是用棍棒殴打，有的是用铡刀铡，有的是用绳子勒死。婴幼儿则一条腿被踩住，另一条腿被劈开，从而被撕成两半。
以黎明大队为例，该大队先将“黑五类”中的青年秘密杀害，防止他们举行暴动，然后将老人杀害，最后杀害儿童，婴儿则被撕成两半。妇女们还被打手扒光衣服。有的儿童被一个人留在家中，打手们到各家搜查时，见到儿童就扔到门口的马车上，多数儿童被当场摔死。死者均被埋入村北的苇塘。有的儿童没被摔死，从苇塘中往外爬，被打手们用铁锹打死扔回苇塘。

#### 中心大队的屠杀
中心大队贫协主席自己一个人就用铡刀铡死了16个人，自己也因紧张而瘫倒。被铡死者的尸体都被塞入一口深井，一直到深井被塞满才停止塞入。后来过了些天，井内向外泛出白沫和恶臭，村民就将部分尸体打捞出来，埋在苇塘中，然后将井填平了。

#### 黎明大队的屠杀
黎明大队将被杀者掩埋在村北的一片苇塘中。后来，该大队改将活人用绳子套在脖子上往苇塘拖，经过拖曳和绳子勒，到苇塘时人就已经死了。后来，这个苇塘被人们称作“万人坑”。

#### 西白疃大队对屠杀的抵制
也有的生产大队反对屠杀，比如西白疃大队就是其中之一，当时西白疃大队的大队书记为李树清（女），贫协主席为李树珍，二人为堂兄妹。
1966年8月31日晚，李树清被召至大辛庄公社参加“九人小组”召开的会议，得到了各大队于当天（8月31日）晚上将“地富”分子及其亲属全部杀害的命令。会上还有人建议，西白疃大队的“地富”分子较多，如西白疃大队进行屠杀行动时人手不足，外村的打手可前来支援。李树清回到大队后，感到害怕，便紧急召集大队、小队干部开会商议。曾经当过八路军的生产队小队长张万义（贫农）坚决反对杀人，并称：“咱们大队的五类份子连同亲属有二百八十多人，这么多人能杀得过来？咱们都没杀过人，就怕杀一个自己就吓趴下了。再说二百多人要是急了，还不一定谁把谁杀了呢。”结果他发言之后，干部们均不再主张屠杀。鉴于公社的会议上有人建议外村打手前来支援西白疃，为防止外村的人来西白疃而引发意外后果，干部们决定派人把守村口，外村人员一律不许入内。
9月1日，大兴县派人来大辛庄公社制止屠杀。此后，还有外村人员来西白疃贴大标语，指责西白疃的干部们“胆小怕事”、“向阶级敌人妥协”。

#### 西梁各庄大队的上访
1966年8月30日，西梁各庄大队组织贫下中农社员参观北京大学，下午回到大辛庄公社。他们一行刚下车，大队干部便得到通知，留下参加“动员会”。于是，西梁各庄大队书记王世荣等三名干部留在公社，西梁各庄大队干部刘尚彬带领社员们回家。 8月31日，大辛庄公社“九人小组”召开的屠杀“五类分子”动员会召开，该会一直开了一夜，直到接近天亮时才散会，大队干部们返回各大队。会上说，北边有股潮流，“阶级敌人”要杀害贫下中农，所以贫下中农要抢先下手，自8月31日起将“五类分子”全部杀害。
西梁各庄大队书记王世荣回到大队后，召集干部们开会研究。干部们认为，公社的这一决定有些反常，并且干部们认为自己没有处决人的权力。干部们决定，派王世荣等三名参加了“动员会”的干部赴北京市内进行咨询，看上级是不是号召杀死“阶级敌人”。
王世荣等三名干部首先来到国务院，但未获任何人接见。此后，他们又来到国务院设在府右街北口的接待站，被接待站的工作人员告知，至少七天后才能帮他们解决问题。王世荣等三名干部又来到中共北京市委接待站，获得李（女）、王二位工作人员的接待，并表扬了他们的举动。这两位工作人员称，他们只知道北臧公社马村大队正在杀人，但还不知道大辛庄公社也已经开始杀人。他们表示，这种杀人行为不对，一定会到大兴县进行过问。
9月1日上午，县长付华忠、军代表刘英武来到大辛庄公社召开大队以上干部会议，传达了上级禁止屠杀的指示后，西梁各庄大队的干部们肯定自己的做法正确，于是召集“黑五类”开会，传达上级指示，并传达了“十六条”的精神（“十六条”其中有一条是“要文斗，不要武斗”），令其安心。“黑五类”得知自己及亲属不会被杀害，十分激动。

#### 杀人案例
中心大队的韩宗信，出身地主，自幼离家，参加国民党军队，后来向中国人民解放军投降，1955年回到家乡，并有罗荣桓元帅签发的“起义证书”。韩宗信把起义证书悬挂在家中屋内墙壁上方，希望靠该证书保护自己。四清运动中，韩宗信遭人检举私藏枪支，被拘留几十天。被害前几天，韩宗信刚刚获释。8月30日，韩宗信的表侄韩玉春得知姑父被释放，曾特地来到姑父家看望姑父。8月31日，韩玉春得知姑父全家五口（韩宗信，其妻，十六、七岁的女儿，两个十多岁的儿子。三位子女都正在上中学）均遭杀害。只有韩宗信的小女儿早年因为家贫而在4岁时被送给北贺村（即后来的大辛庄公社北贺大队）一户家庭（后被划成地主成分），由于北贺大队未杀人，故小女儿幸存。
改革开放后“落实政策”，中心大队给韩宗信幸存的小女儿1,800元人民币，以作当初没收韩宗信家房屋和全部动产的补偿。 韩玉春的妻子说：“能得到这点儿钱的人也是极少数，多数人家的家人都死光了，大队想给都没处给。”

### 北臧公社屠杀
北臧公社在大兴县西部，自1966年8月27日起开始屠杀。该公社共有三个大队进行了杀人行动，分别为：新立村大队死亡53人，马村大队死亡34人，六合庄大队死亡11人，共死亡98人。
曾奉命多次到马村大队制止屠杀的大兴县干部张连和写下了《五进马村劝停杀》一文，其中描述了9月1日他随中共大兴县委书记王振元到马村大队制止屠杀时的见闻：
刑场设在大街西头路北的一家院子里，有正房5间东厢房三间。我们排队进院时，看见活人被捆绑跪着，死人横躺竖卧，鲜血染地，惨不忍睹。有两辆小推车往院外运尸体（据说把打死的人埋在村西永定河大堤）。审问者个个横眉冷对，耀武扬威，个个手持木棒、铁棍和钉着钉子的三角皮带，他们高声逼迫被审者交出 “枪支”、“地契”、“变天帐”；只要说没有或者不吱声，凶器就会伴随着呵斥声雨点般打下去。被打死的，等车外运，没被打死的，倒地呻吟。我看见一个十四、五岁的小男孩儿，长得非常漂亮，被反绑双手跪在70多岁的奶奶身边儿，非常害怕地看着持棍者，生怕灾难落在自己身上。只见一个持铁棍的年轻男子来到小孩儿身边厉声问：“快说，你们家的变天帐藏在哪儿了？”小孩儿哆里哆嗦地说：“不……知道！”“我叫你不知道！”那人说着扬起铁棍向小孩儿砸去，正砸在背后的手上，只听“扑”的一声，小孩儿左手的无名指和小拇指立刻断裂，鲜血如同水壶往外斟水一样，哗哗地往地上流……接着又逼他奶奶交代……两个民兵似的人物把一名中年妇女拉进刑场院内，一脚把她踢跪在地上，这时，来了一个手持剪子的年轻妇女，把这位中年妇女的头发剪掉，接着审，她不言语，被两皮带打躺在地……两个人抬起一个被打死的人装在小推车上，还没推出院门又活了，一挣扎掉在地上，一个人上去狠拍两铁锹，又装在车上运走了……他们要一位30多岁的小伙子交出“准备反攻倒算”的枪支，因受刑不过说在家中东屋顶棚内。于是，派出两个人随他回家抄取。到家后一找，顶棚里没有，又指挖房山、影壁、院墙，均未找到。小伙子又被打，他又说在自家坟地内。于是，又带他去坟地，当他们走到街上一个水井旁时，小伙子冷不防一窜跳入井内。他们说小伙子是自绝于人民，也不管他死活，用绳子拴牢大四齿续到井里往外捞…… 他们在村内东、南、西、北四方设四个监狱，分男老、男壮、妇女、儿童四监，另设一个刑场，随捉随关，随提随审，随杀随埋，真乃一条龙行事。他们从8月27日夜陆续将“坏人”入狱至9月3日，长达一周的时间，虽然每天都送点儿吃的，但也食不饱肚。在放人的这天，我们来到监禁儿童的地方，有人将生秋茄包子放在孩子们的面前时，个个争抢食之，狼吞虎咽，那情景令人落泪。
张连和后来还回忆称，文中提到的孩子和投井的青年都死了：
都死了。小孩失血过多，不久就死了。那个青年被从井里勾出来，身上扎得乱七八糟，弄到地面，又挨了一阵铁锹、棍棒的毒打，不被淹死也被打死了。
1966年9月1日，中共大兴县委书记王振元率张连和等十多人，到马村大队劝阻杀人。马村大队民兵们“手持木棒、铁棍，有的还手持铁锹、刀子”，对王振元一行“如临大敌，不准前进一步，否则后果自负。原来，马村的杀人干部事先在村子四周设立三道防线，不准出入。”王振元一行硬闯了三次，才获得允许排队进入杀人现场。此后，王振元一行同马村大队书记李恩元进行谈判，谈判从9月1日下午一直进行到半夜，才说服李恩元等人停止杀人。李恩元等人在谈判中曾多次强调：“不叫杀了，他们反过手来杀我们贫下中农怎么办？”、“要求杀绝，不留后患。”

#### 屠杀方式
打手行凶的动机很多都是由于个人恩怨，甚至有的只是为个人私利。有一户，陈姓户主曾经当过伪军，但家庭成分为贫农，大队干部对杀不杀该户存在争论。陈姓户主的两个儿子跪下称：“别杀我们，我们不为父亲报仇。”一个姓田的人当即用杀猪用的通条扎死了这户全家，原来他欠了陈家的钱，不想还钱。也有的人，由于向“五类分子”借过东西，急于通过杀人销帐。还有的杀人者是想强占“五类分子”妇女，并对妇女声称“给你换换成分”。
在新立村大队，有个赶车的车把势在装运尸体时发现一名三岁女童还活着，为救她便把她藏在车辕下面。不料，在途中车子颠簸，女童苏醒，被其他打手发现，将女童劈成两半。车把势乃拒绝继续赶车。
杀人方法十分多样。例如，一群打手守在被害人的屋子门口，将被害人叫出门。被害人刚一出屋门，便被打手用事先备好的铁丝套在脖子上勒死，使被害者发不出声音，便于继续叫他家的其他人出门杀害。也有的被害人刚一被叫出屋门，便被打手用事先接好的电线电，使被害者发不出声音。
在马村大队，祖孙二人同时被活埋。打手们向二人身上扬土时，被奶奶抱着的小孙子说：“奶奶，迷眼。”奶奶说：“一会儿就不迷了。”

#### 杀人案例
1966年8月27日，北臧中学学生游斗北臧中学校长马泽林，游斗队伍到达新立村后，村干部将村内的“黑五类”押来陪斗，命令“黑五类”跪在碎玻璃上，直到碎玻璃扎进膝盖。此后，新立村的打手们用棍棒猛打“黑五类”的头部。北臧中学的学生们十分害怕，忙将校长马泽林围起保护。这些游斗校长的学生们其实没想过杀校长。新立村的打手们随后将“黑五类”不分成人还是儿童一律用棍棒当场打死。
文革时任职于大兴县文化馆的王哲仁（北臧大队人）的妻子的表姐一家共四口人居住在北臧公社新立村大队，由于表姐夫早在1950年代的镇压反革命运动中被处决，所以表姐一家成了异类。表姐的两个已成年的儿女进城参加了工作。屠杀发生时，村里派人到他们的工作单位要他们回村，但工作单位没有同意，使他们幸而免于被杀。但守寡的表姐和其子女却被杀害，其中正上中学的一个女儿在放学路上被打死。表姐的那位幸存的已成年女儿此后由于不能走出屠杀带来的阴影而一直未婚。

## 制止
事件发生时，正值文化大革命初期，包括中共大兴县委在内的中共各级党委均在“接受批判”。大兴事件惊动了中央，中央文革小组命令停止屠杀；北京市委书记马力亲自到县里制止。9月1日，中共大兴县委书记王振元率张连和等十多人赴马村大队劝阻杀人，通过和马村大队书记李恩元的谈判，于当日晚上制止了屠杀。9月1日，大兴县副县长付华忠、军代表刘英武来到大辛庄公社召开大队以上干部会议，传达了上级禁止屠杀的指示。
9月5日，两报一刊发表了《要文斗，不要武斗》的社论。

## 善后处理
事件发生后，在1968年至1969年前后，西梁各庄大队干部刘尚彬曾见到原大辛庄公社主任高福兴、原大辛庄公社团委书记胡德福在大兴县的鹅房干校下放劳动。后来，在遇难者家属的不断追究下，在1970年至1971年间，高福兴、胡德福均被判处8年有期徒刑（另一种说法为被判处14年有期徒刑，在干校的6年折抵刑期，而且还获提前释放，后享受退休待遇）。据说在判刑之前，高福兴曾被安排到礼贤公社任干部。1986年，对高福兴、胡德福又进行了重新处理，此次处理减轻了他们二人的个人责任，强调了事件发生时的环境因素。
原西梁各庄大队“九人小组”中的其他干部未受处分，继续当干部。
原黎明大队党支部书记杨万杰被判处8年有期徒刑，服刑期间在狱中自杀身亡。原黎明大队贫协主席杨景云被判处8年有期徒刑，出狱后两、三年病逝。东黄垡大队“文革主任”被判处监外执行，刑期不详。
原马村大队党支部书记李恩元，因为在上级发出制止杀人的指示后，不服从指示继续杀人，而曾经被关入监狱，和遇罗克、遇罗文在同一个监狱，不久就获得释放。

## 後續
当时曾负责制止屠杀的中共大兴县委书记王振元于1967年被揪回原籍浙江省乐清县批斗，此后失去消息。1967年初，解放军“三支两军”（支工、支农、支左，军管、军训）人员进驻大兴县，成立“三支两军”领导小组。4月，成立“抓革命促生产第一线指挥部”。至11月，大兴县革命委员会成立，实行党政合一的“一元化”领导，县革委内设党的核心小组，代行县委职权。原县委工作机构全部撤销。1970年8月，中共大兴县第三次代表大会召开，恢复县委领导机构，至1976年10月，县委、县革委仍为一套工作机构。
张连和曾经三次用公函向当地组织部进行查询，但没有获得回复。